# 阿旺杰丹格列朗杰
阿旺杰丹格列朗杰（1939年—2017年2月15日），藏族，西藏拉萨人，十世德木活佛的长子。藏传佛教文化传播家。

## 生平
阿旺杰丹格列朗杰4岁时被认定为活佛的转世灵童。此后他从小受到一些藏传佛教高僧的教育。1959年拉萨骚乱时，他是拉萨哲蚌寺的僧人。骚乱發生后，他于同年逃到印度，并自此放弃了僧侣生活而还俗。
他是印度新德里的西藏之家（Tibet House）的会长，并且是全印广播电台（All India Radio）的主播之一。他为「西藏沦陷于共产主义中国」（中国官方称之为西藏和平解放）的口述历史而进行了超过1000次的采访。1970年代末，他被第十四世達賴喇嘛等上师派去教西方学生。自此，他开始在全世界范围内推广佛教。
1988年，他创办了“宝石之心”（Jewel Heart），这是一个藏传佛教中心。他的文集收录了他的许多文章。他是美国公民，居住在美国密歇根州。

## 延伸阅读
- Good Life, Good Death: Tibetan Wisdom on Reincarnation, Riverhead Books, 2001, ISBN 1-57322-196-1
- The Tara Box: Rituals for Protection and Healing From the Female Buddha (with Brenda Rosen), New World Library, 2004, ISBN 1-57731-461-1